# Pseudodiadematidae
Famille
Les Pseudodiadematidae sont une famille éteinte d'oursins au sein de la sous-classe des oursins modernes (Euechinoidea).

## Description

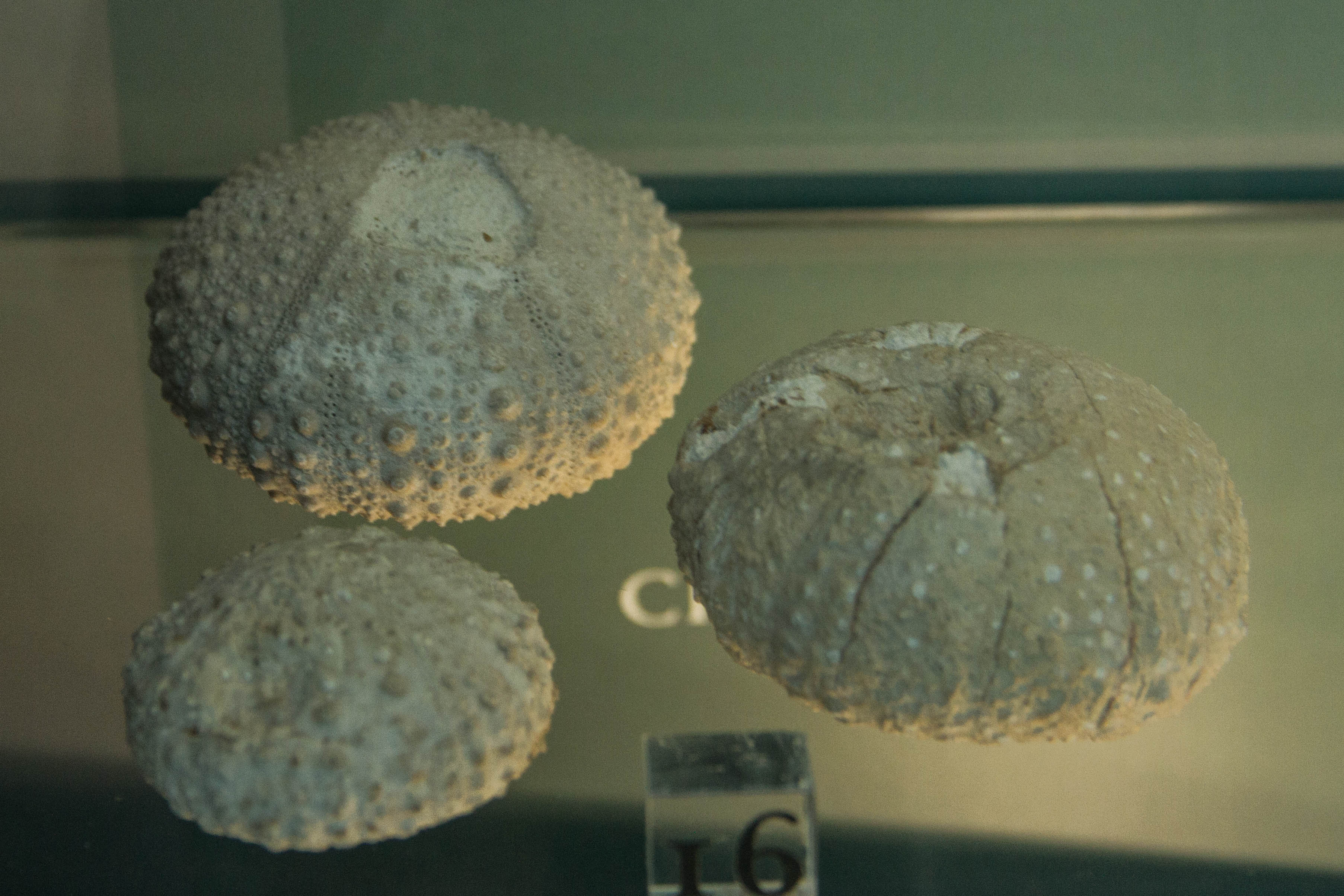
Pseudodiadema pseudodiadema

Ce sont des oursins réguliers : le test (coquille) est plus ou moins sphérique, protégé par des radioles (piquants), l'ensemble suivant une symétrie pentaradiaire (centrale d'ordre 5) reliant la bouche (péristome) située au centre de la face orale (inférieure) à l'anus (périprocte) situé à l'apex aboral (pôle supérieur).
Dans cette famille, le disque apical est très réduit et dicyclique.

Les paires de pores sont unisériées à l'ambitus et adapicalement.

Les plaques ambulacraires sont de type diadématoïde.

Les tubercules primaires sont perforés et crénulés.
Les espèces de cette famille ont vécu en Europe, en Inde et au Moyen-Orient du Trias supérieur au Crétacé inférieur.

## Liste des genres
Selon World Register of Marine Species (29 décembre 2017) :
- genre Acrocidaris L. Agassiz, 1840 † (6 espèces)
- genre Hessotiara Pomel, 1883 † (1 espèce)
- genre Pseudodiadema Desor, 1855 † (9 espèces)
- genre Stereopyga Pomel, 1883 † (genre indécis)